# Arotes amoenus
Arotes amoenus är en stekelart som beskrevs av Cresson 1868. Arotes amoenus ingår i släktet Arotes och familjen brokparasitsteklar. Inga underarter finns listade.